# Rothaarige Wespenbiene
Die Rothaarige Wespenbiene (Nomada lathburiana) ist eine Biene aus der Gattung der Wespenbienen (Nomada) innerhalb der Familie der Apidae. Die Art ist in Deutschland nicht gefährdet, in der Schweiz ist sie gefährdet (Kategorie 3). Sie entwickelt sich als Kuckucksbiene parasitisch von Sandbienen (Andrena).

## Merkmale
Die Bienen erreichen eine Körperlänge von 10 bis 12 Millimetern (Weibchen) bzw. 9 bis 12 Millimetern (Männchen) und haben das für Wespenbienen typische Aussehen. Man kann die Art im Feld nicht von den übrigen ähnlichen Wespenbienen unterscheiden.
Weibchen haben einen schwarzen Kopf und Thorax, ein gelb geflecktes Schildchen (Scutellum) und gelbe Schulterbeulen. Die Pleuren des Mesothorax sind dunkelrot. Das Labrum ist rot und besitzt keine Zähnchen. Die Flügelschuppen sind rostrot gefärbt. Die Tergite des Hinterleibs sind basal schwarz gefärbt, am Ende rot oder braun und dazwischen mit einem gelben Fleck versehen. An dem ersten Hinterleibssegment ist statt des gelben ein roter Fleck ausgebildet, auf dem zweiten Segment sind rote und gelbe Flecken ausgebildet. Die Fühler und Beine sind ebenso großteils rostrot. Das dritte Fühlerglied ist gleich lang oder nur geringfügig länger als das vierte. Die Schienen (Tibien) der Hinterbeine haben am Ende eine kurze Spitze und rotbraun gefärbte Dornen. Charakteristisch ist die relativ dichte, rötliche Behaarung von Kopf und Thorax.
Männchen haben ebenso einen schwarz gefärbten Kopf, das Labrum ist gelb und unbezahnt. Die Fühlerglieder haben auf der Rückseite Dornen, das dritte Glied ist gleich lang wie das vierte. Die Basalglieder sind schwarz gefärbt. Das Schildchen ist schwarz gefärbt, gelegentlich auch gelb gefleckt. Die Tergite am Hinterleib sind schwarz und tragen gelbe Binden, nur das erste Segment hat eine rote. Auch die hinteren Tibien der Männchen sind fein bedornt.

## Vorkommen
Die Art kommt in Süd- und Mitteleuropa vor. Sie besiedelt die Lebensräume ihrer Wirte. Dies sind sandige und vegetationsarme Habitate, wie etwa Sandgruben. Die Art ist in Mitteleuropa in der Regel häufig, tritt jedoch nur in geringen Individuendichten auf. Die Flugzeit ist von April bis Juni, gelegentlich auch schon ab März.

## Lebensweise
Die Rothaarige Wespenbiene parasitiert die Sandbienen Andrena vaga, Andrena cineraria und Andrena barbarea, wobei erstere die wichtigste Art darstellt. An den ersten beiden Arten bildet die Rothaarige Wespenbiene nur eine Generation, an der letzteren eine im Frühjahr und eine weitere im Sommer aus. Weibchen der Wespenbienen sind an größeren Kolonien ihrer Wirte anzutreffen und versuchen, ein Ei kurz nach der Eiablage ihres Wirtes in das Nest zu legen. Nach dem Schlupf frisst die Larve der Wespenbiene vermutlich zuerst das Ei oder die Larve des Wirtes und anschließend den für sie eingebrachten Nahrungsvorrat.